# 帯落

帯落のイラスト

帯落（おびおとし）は、柔道の投技の一つである。手技の一つ。講道館や国際柔道連盟 (IJF) での正式名。IJF略号OOS。

## 概要
後ろから、相手（受）の前帯を掴んで、脚を伸ばして支点にし、受を後方に投げる技。取は左手で受の前帯を取り引きつける。次に右手で前から脇に抱えるように受の腰に手を回し体を密着させ受の下履をつかむ。両手をすくい上げるように受を持ち上げながら取は背中を反らして後に投げる。両手で下半身をすくう掬投の基本形と類似の技になるが、前帯をつかむ点が異なる。柔道の国際ルールでは脚掴みが反則になってから使用できなくなった。

## 変化
脚掴みが反則になった後も柔道で使用できる帯落も以下の様にある。
柔道家の有馬純臣は自著で右組で、取は右手で受の前帯を取り引きつけ、左腕は受の首付近に当て腰を入れて入り身投げの様に後ろに投げる帯落を紹介している。
柔道家の川石酒造之助は自著で右組で、右手は帯を掴まないで右腕を受の背後から回し、左腕を受のお腹の前を通して、両手を受の左腰の後ろで組んで受の帯付近の胴を両腕で抱えて後ろに投げる帯落を紹介している。両手の組み方は柔道での基本的な組み方であるパームトゥパームやインディアン・グリップが良いとし、合掌の手四つはよくないとしている。
柔道家の竹田浅次郎は自著で右組で、取は右手で受の前帯を下から四本指中に取り引きつけ、左手で相手の右外中袖を持ち、帯を持った右手を自身に引きつけ、左脚を相手の背後に踏み込み、左手を離し左肘裏で相手の胸を押し倒す帯落を紹介している。
書籍『柔道技の見極めハンドブック』は右組で、取は右手で受の前帯を取り引きつけ、左腕は受の左腋下に入れて腰を入れて左脚を支点に入り身投げの様に後ろに投げる帯落を紹介している。
ウェッブサイト柔道チャンネルでは取は左手で受の前帯を取り引きつけ、右脚を背後に踏み込み、右腕は受の後方から回して受の右腋下に入れて、後方に払い落とす帯落を紹介している。
5資料とも他の帯落は紹介していない。

## 評価
1895年（明治28年）制定五教の技第三教六本目に組み入れられる。1920年（大正9年）に五教の技から外された。1926年、柔道の技術書『新式柔道』で金光弥一兵衛は帯落について、理論に走り実際に適せぬ技または妙味に乏しい技、だとして掲載を省略した旨、記載する。1969年、柔道家の小谷澄之は、五教の名称にないので掬投の一種というべきであろう、と述べている。1982年、講道館技名称投技が制定されると帯落は含まれていた。
柔道家の醍醐敏郎は1990年に、明治期には乱取り技として用いられていたが、1920年ごろには既に乱取り技としては用いられなくなっていたのであろう、と述べている。